# (4433) Goldstone
(4433) Goldstone ist ein Hauptgürtelasteroid, der am 30. Oktober 1981 von Edward L. G. Bowell vom Lowell-Observatorium aus entdeckt wurde.
Der Asteroid wurde nach dem Goldstone Deep Space Communications Complex in der Mojave-Wüste benannt.